# مجدي أحمد علي
مجدي أحمد علي (مواليد 26 أغسطس 1952)، هو مخرج وممثل ومؤلف مصري درس الإخراج بالمعهد العالي للسينما بعد أن أنهى دراسته في كلية الصيدلة. بدأ حياته الفنية بالعمل كمساعد مخرج مع العديد من المخرجين منهم محمد خان وخيري بشارة ويوسف شاهين. أخرج أول أفلامه «يا دنيا يا غرامي» عام 1996. من أهم أعماله فيلم «البطل» و«أسرار بنات» و«خلطة فوزية» و«مولانا». كما قام أيضاً بإخراج وتأليف فيلم «عصافير النيل». كما قام بتمثيل عدد من الأدوار منها دور ضابط مباحث في فيلم «حرب الفراولة» عام 1994. أما في التلفزيون فإنه قام بإخراج مسلسلي «فريسكا» عام 2004 و«مملكة الجبل» عام 2010.

أثناء ثورة 25 يناير تقدم باستقالته من منصبه كأحد أعضاء مجلس إدارة المركز القومي للسينما التابع لوزارة الثقافة وذلك احتجاحاً ورفضاً للأحداث التي شهدها ميدان التحرير.

## فيلموجرافيا

### إخراج
| السنة | العمل            | النوع | الملاحظات      |
| ----- | ---------------- | ----- | -------------- |
| 1988  | صائد الأحلام     | فيلم  | مساعد مخرج أول |
| 1988  | زوجة رجل مهم     | فيلم  | مخرج مساعد     |
| 1992  | رغبة متوحشة      | فيلم  | مخرج مساعد     |
| 1993  | ضحك ولعب وجد وحب | فيلم  | مخرج مساعد     |
| 1996  | يا دنيا يا غرامي | فيلم  | مخرج           |
| 1998  | البطل            | فيلم  | مخرج           |
| 2001  | أسرار البنات     | فيلم  | مخرج           |
| 2004  | فريسكا           | مسلسل | مخرج           |
| 2005  | الحب موتا        | فيلم  | مخرج           |
| 2009  | خلطة فوزية       | فيلم  | مخرج           |
| 2010  | عصافير النيل     | فيلم  | مخرج           |
| 2010  | مملكة الجبل      | مسلسل | مخرج           |
| 2011  | الميدان          | فيلم  | مخرج           |
| 2017  | مولانا           | فيلم  | مخرج           |
| 2017  | وضع أمني         | مسلسل | مخرج           |

### تمثيل
| السنة | العمل         | النوع          | ملاحظات           |
| ----- | ------------- | -------------- | ----------------- |
| 1984  | يوسف وزينب    | فيلم           |                   |
| 1986  | مشوار عمر     | فيلم           |                   |
| 1992  | حكاية الغريب  | فيلم           |                   |
| 1994  | حرب الفراولة  | فيلم           | بدور "ضابط مباحث" |
| 1998  | تعيش زفتى حرة | سهرة تلفزيونية |                   |

### تأليف
| السنة | العمل            | النوع | ملاحظات            |
| ----- | ---------------- | ----- | ------------------ |
| 1993  | ضحك ولعب وجد وحب | فيلم  | قصة وسيناريو وحوار |
| 2010  | عصافير النيل     | فيلم  | سيناريو            |
| 2017  | مولانا           | فيلم  | سيناريو            |

### إنتاج
| السنة | العمل        | النوع | ملاحظات   |
| ----- | ------------ | ----- | --------- |
| 2010  | عصافير النيل | فيلم  | منتج منفذ |